# Зонненбюль
Зонненбюль (нім. Sonnenbühl) — громада в Німеччині, знаходиться в землі Баден-Вюртемберг. Підпорядковується адміністративному округу Тюбінген. Входить до складу району Ройтлінген.
Площа — 61,35 км2. Населення становить 7052 ос. (станом на 31 грудня 2020).